# Acotació (arts)
Acotació o didascàlia és un terme d'origen teatral que es refereix als moviments precisos i al posicionament dels actors en un escenari durant una representació o el rodatge d'un pla, segons ha quedat establert pel director. El terme deriva de la pràctica dels directors de teatre del segle xix, com W. S. Gilbert, que resolia la posada en escena en un escenari en miniatura que utilitzava blocs per representar cada un dels actors (es va veure a la pel·lícula de 1999 Topsy-Turvy de Mike Leigh).
En el teatre contemporani, el director normalment determina els blocking durant l'assaig, explicant als actors per on haurien de passar, per tal d'aconseguir l'efecte dramàtic apropiat i per assegurar que són vistos per l'audiència.
Cada escena d'una obra és normalment 'bloquejada' com una unitat, després de la qual el director es traslladarà a la pròxima escena. El posicionament dels actors en una escena afectarà normalment les possibilitats per a un subsegüent posicionament, llevat que es canviï l'escenari entre escenes. Una vegada que tot el blocking es completa es diu que es bloqueja plenament una obra i llavors comença el procés de 'poliment' o refinament. Durant l'assaig del blocking normalment l'assistent de direcció pren notes al voltant d'on es col·loquen els actors i dibuixen els moviments de l'escena.
És especialment important que l'assistent de direcció anoti les posicions dels actors, ja que el director no està normalment present en totes les actuacions.
Per extensió, el terme s'utilitza en el cinema per parlar del posicionament dels actors i de les càmeres.